# Herten

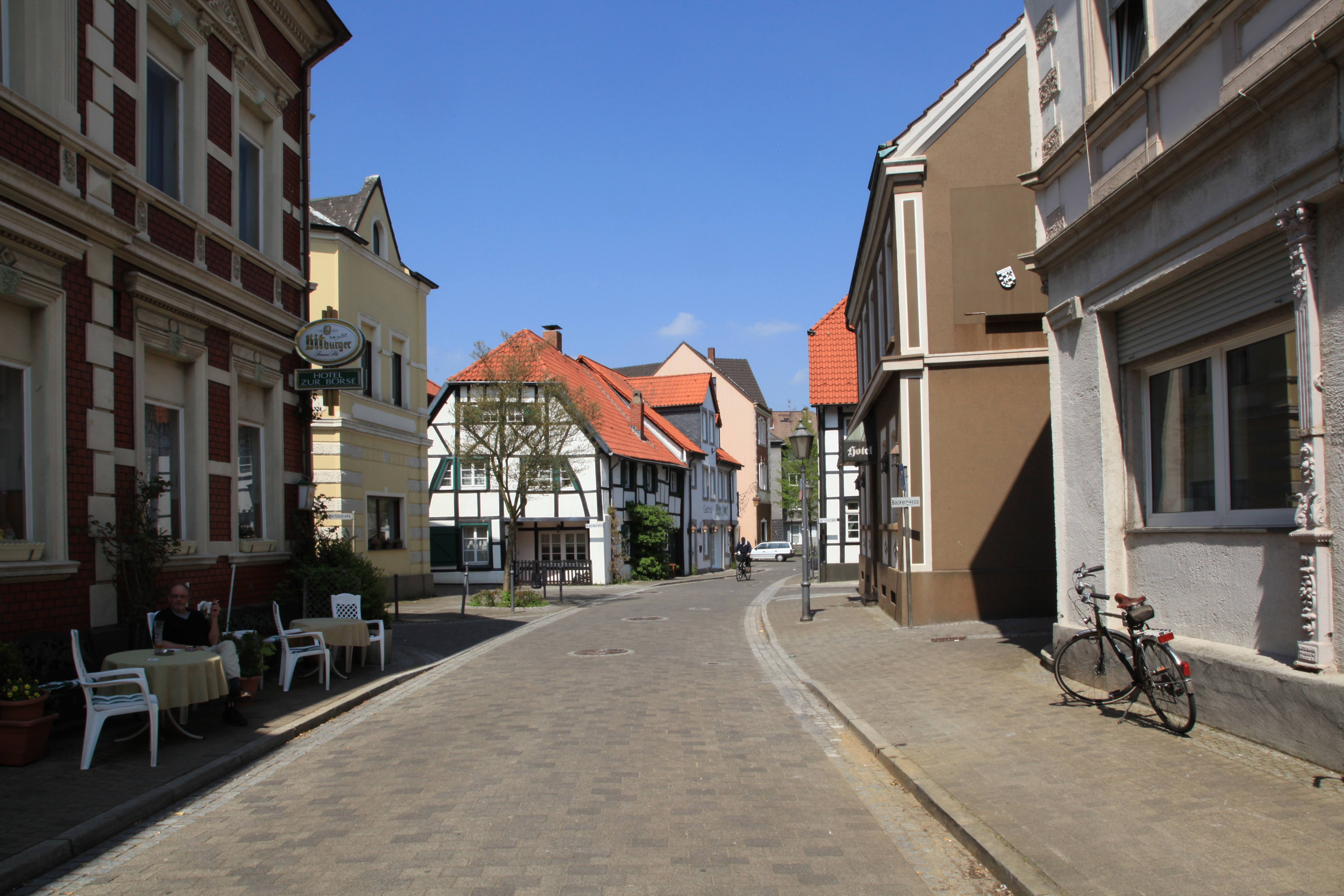
Schloßstraße

Herten – miasto w Niemczech, w kraju związkowym Nadrenia Północna-Westfalia, w rejencji Münster, w powiecie Recklinghausen. Miasto zamieszkuje 62 235 mieszkańców (2010) na powierzchni 37,33 km².
Wydobywa się tutaj węgiel kamienny. Rozwinięty jest przemysł mięsny, maszynowy wysokich technologii oraz chemiczny.

## Współpraca
Miejscowości partnerskie:
- Arras, Francja
- Doncaster, Wielka Brytania
- Schneeberg, Niemcy
- Szczytno, Polska